# Concerto pour pilotes
Concerto pour pilotes est le treizième tome de la série Michel Vaillant. Il met en présence pilotes de chasse et pilotes automobiles, à l'occasion d'un défi amical.

## Synopsis
Steve Warson emmène Michel Vaillant sur la base aérienne d'Évreux pour lui présenter Paul Kauttu, un pilote de chasse américain de ses amis. Les pilotes automobiles sont impressionnés par la démonstration des as volants, ceux-ci se disant effrayés par les courses sur circuit. Steve propose alors de départager les plus peureux, deux aviateurs devant emmener les coureurs pour un vol de démonstration à bord de leurs Super Sabre, avant d’effectuer quelques tours en passagers d'un prototype sur le circuit du Mans : les moins 'courageux' devront offrir un bon repas... La suite des événements leur offrira d'autres occasions de faire preuve de courage !

## Véhicules remarqués

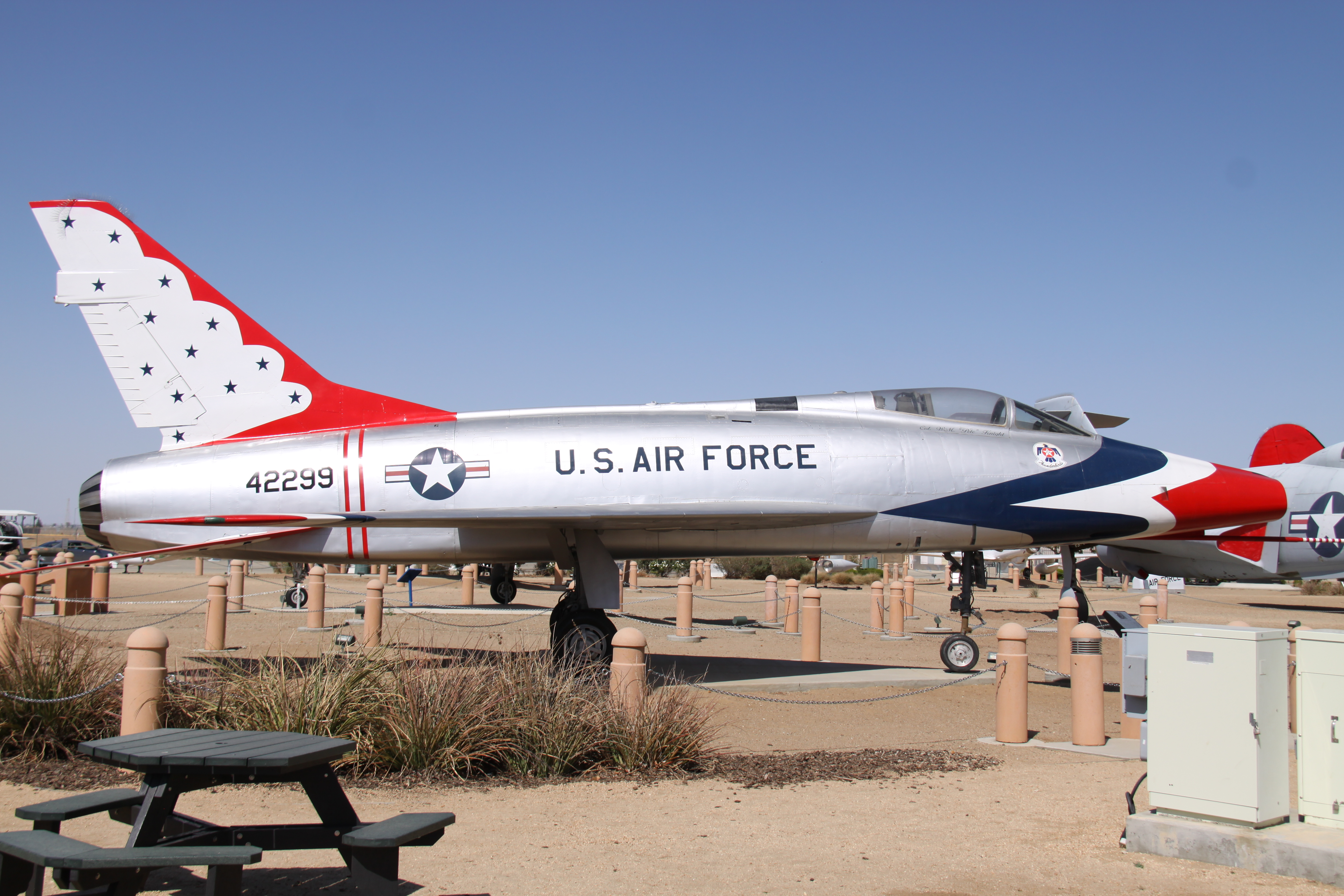
Un Super Sabre F100 D semblable à ceux de l'album.

- North American F-100 Super Sabre, avions de la patrouille des 'Thunderbirds' commandée par le major Paul Kauttu
- Pontiac GTO, voiture du capitaine Clarence Langerud
- Cobra Daytona, voiture pilotée par Bob Bondurant
- Ford Mustang, voiture personnelle de Bob Bondurant
- Ford GT40 Mk II
- camion Saviem Super Goélette
- camion Unic Vosges
- camion Henschel HS16 TS
- camion Magirus-Deutz Eckhauber II
- camion Berliet GR12
- camion Scania-Vabis L5642
- camion Unic MZ
- camion Mercedes-Benz L710

## Publication

### Revues
Les planches de Concerto pour pilotes furent publiées dans le Journal de Tintin entre le 18 janvier et le 19 juillet 1966 (n° 3/66 à 29/66).

### Album
Le premier album fut publié aux Éditions du Lombard en 1968 (dépôt légal 03/1968).